# Сарматов, Станислав Францевич
Станисла́в Фра́нцевич Сарма́тов (настоящая фамилия Опеньхо́вский, реже Опенхо́вский или Оппенхо́вский; 1873 — 6 февраля 1938) — российский, украинский эстрадный артист, автор-исполнитель куплетов, песенок, пародий и скетчей, литератор, режиссёр, антрепренёр.
Станислав Сарматов — создатель «босяцкого» жанра на дореволюционной российской эстраде, а затем и один из его крупнейших столпов — наряду с Ю. В. Убейко, С. А. Сокольским и М. Н. Савояровым. В течение десяти последних предреволюционных лет Станислав Сарматов был одним из самых авторитетных, высокооплачиваемых и состоятельных артистов российской эстрады.:599

## Сценическая биография
В конце 1880-х годов Станислав Опеньховский окончил Первую киевскую гимназию. Выбрав себе «брутально-варварский» шляхетский псевдоним Сарматов (от племени сарматов, когда-то заселявших современную территорию Украины), молодой артист поступил в драматическую театральную антрепризу К. Лелева-Вучетича. Исполняя драматические роли второго плана в амплуа простака, гастролировал с антрепризой по южным областям (Одесса, Херсон, Чернигов). Отсутствие перспектив и полуголодное существование провинциального артиста быстро привело Сарматова к разочарованию в «высоких идеалах драматической сцены», с которых он начинал свою артистическую карьеру. Не забыв об увлечениях юношеского времени, позднее Сарматов возвращался к этой теме уже в сатирических стихах («К съезду сценических деятелей») или ядовитых сценических карикатурах («Силуэтики бродячих провинциальных лицедеев»).
Вскоре окончательно порвав с драматическим театром, с 1894 года артист начал самостоятельно выступать в харьковских садах, кафе-концертах и шантанах с юмористическими и сатирическими куплетами собственного сочинения, причём, его манера отличалась не столько пением или напеванием, сколько активной декламацией с преувеличенными, ярко-шаржированными интонациями. Злободневность и хлёсткость юмористических текстов, яркая ритмичность, музыкальность артиста, присущее ему природное чувство речитатива и умение с первого слова рассмешить публику, принесли Сарматову быстрый успех среди «низкой» демократической публики.
С первых же шагов на эстраде молодой артист, едва достигший совершеннолетия, сделал ставку на непосредственный контакт со слушателями и буквальное следование их пожеланиям и вкусам. Смех и аплодисменты стали главным критерием для оценки собственных сочинений. Подхватив модный жанр фельетона и подкладывая под рифмованные злободневные тексты аккомпанемент, Сарматов активно гастролировал по югу России с сольной программой в духе газетного обозрения: «С блокнотом по городам». Начиная с 1899 года начал регулярно приезжать в Москву, выступая ежегодными концертными сериями в престижном шантане Шарля Омона.
Уже с первых лет основу эстрадных концертов Сарматова составляли куплетные номера в образе «босяка». Её появление на эстраде чаще всего связывают с именем с Максима Горького. Между тем, если судить по авторскому сборнику Сарматова «Смех», выпущенному в Киеве в 1897 году, маска эстрадного артиста в амплуа нищего бродяги, уголовника из низов вполне сложилась до публикации первых «босяцких» рассказов Горького. По-видимому, тема до такой степени назрела и витала в воздухе, что немедленно снискала успех, будучи одновременно подхваченной будущим «пролетарским писателем» и провинциальным шантанным куплетистом.
Была горька нам зимушка,

Зимой страдали мы.

Вдруг Горький нас Максимушка

Извлёк на свет из тьмы…

1904 год
С другой стороны, будучи острым и наблюдательным артистом, Сарматов не избежал опосредованного влияния горьковской эстетики, вероятно, не вызвавшей у него особенного сочувствия. После растиражированного успеха горьковской пьесы «На дне» в прежде добродушной и даже, временами, сочувственной трактовке образа «босяка» у Сарматова стали появляться не только остро-иронические, но и открыто язвительные интонации. Продолжая работать в прежней эстетике, артист одновременно осмеивает новую моду на «босяков», в частности, их успех у дам столичного света и полусвета. А временами в его куплетах проскальзывает даже прямая гримаса в адрес своего слишком маститого литературного конкурента.
Нищий оборванец, персонаж Сарматова имеет, прежде всего, водевильный характер. Он циничен, ни о чём не заботится, постоянно пьянствует и декларативно живёт одним днём («коли на шкалик есть, к чёрту стыд и честь»). Отчасти, его философствующий «босяк» наследовал кинической традиции, утверждая цинизм как естественную норму, в противовес мнимой воспитанности или многозначительности, только прикрывающей внутреннюю бессодержательность и мещанскую пустоту. Открыто эпатируя публику, артист регулярно допускал откровенные двусмысленности как в текстах, так и сценических жестах, хотя рецензенты нередко отмечали, что Сарматов и здесь не переходил грани пошлости, оставаясь артистом. Во многих критических отзывах можно было прочесть, что он «один из немногих, умеющих облечь скабрезность в остроумную, даже изящную форму». Именно это свойство сарматовской манеры, как правило, исчезало в номерах его многочисленных подражателей.
Несколько иной точки зрения на творчество Сарматова придерживался цензурный комитет, неоднократно штрафовавший автора за вопиющие «нарушения нравственности» и общественной пристойности. Вершиной воспитательной работы стало судебное дело о тетради С. Ф. Сарматова «Модные куплеты», заслушанное Московским окружным судом в декабре 1911 года. В число «модных» куплетов Сарматова, характеризованных судом как «порнографические», входили «Женские ножки», «Хвостик», «Ваня и Валя», «Ухарь-купец», «Автомобиль», «Рыжие», «Аэроплан», «Бывший человек», «Лысые», «Качели» и «Парагвай». На основании 1001 статьи Уложения о наказаниях суд постановил все названые куплеты уничтожить.
Видимо, по характеру натуры Сарматов не выносил никакой драматической возвышенности или романтического пафоса, нарочито снижая его, резко вульгаризируя и подвергая осмеиванию. Отсюда — его многочисленные популярные пародии на жестокие и сентиментальные романсы: «Уголок», «Цветы», «Ухарь-купец» и другие. Немало тому способствовал и внешний вид Сарматова, ничем не напоминавший классическое представление об «артисте» (достаточно напомнить о его первом театральном амплуа простака). Поначалу можно было подумать, что он вышел на сцену случайно или заблудился по ошибке. Крупный, неуклюжий, плотный, даже грузный, с каким-то вечно жлобским выражением на подвижном скуластом лице, он выходил «в своих классических лохмотьях уличного бродяги, оборванца и пропойцы» как будто не на эстраду, а на сходку «извощиков» или в порт на выгрузку ящиков, одним своим развязным видом неизменно вызывая аплодисменты и восхищение зрителей. Вероятно, здесь было не всё так просто. В своих записках к сборнику «Кризы и репризы» Михаил Савояров свидетельствует, что подобный способ ставить себя в повседневном общении также был артистическим приёмом. «Полнейшее отсутствие артистизма» казалось Сарматову особым шиком, чем-то вроде будничного эпатажа или нон-конформизма в пику обычной манере драматических актёров ставить себя на людях. Он не желал вести себя как все, сливаясь с другими людьми своего цеха. Получив ещё в юношеском возрасте раннюю прививку в дешёвом провинциальном театрике, на всю оставшуюся жизнь он потерял желание иметь «выспренный» вид, наигрывать актёрский пафос и прикидываться «под артиста». Всё это казалось ему не более чем дурным тоном и признаком примитивности натуры. Кроме подвижной мимики, Сарматов отличался быстрым темпераментом и способностью к мгновенной импровизации, что в его жанре было особенно ценно. Об этих артистических качествах в своей книге вспоминал Дон-Аминадо.

Весь зал поднялся со своих мест, какие-то декольтированные дамы, не успев протиснуться к Уточкину, душили в своих объятиях сиявшего отраженным блеском Сашу Джибелли, а героя дня уже несли на руках друзья, поклонники, спортсмены, какие-то добровольные безумцы в смокингах и пластронах, угрожавшие утопить его в ванне с шампанским… Положение спас С. Ф. Сарматов, знаменитый куплетист и любимец публики, говоря о котором одесситы непременно прибавляли многозначительным шёпотом:
― Брат известного профессора харьковского университета Опеньховского, первого специалиста по внематочной беременности!
Сам Сарматов был человек действительно талантливый и куда скромнее собственных поклонников. Появившись на эстраде в своих классических лохмотьях уличного бродяги, оборванца и пропойцы, «бывшего студента Санкт-Петербургского политехнического института, высланного на юг России, подобно Овидию Назону, за разные метаморфозы и прочие художества», Сарматов, как громоотвод, отвёл и разрядил накопившееся в зале электричество. Немедленно исполненные им куплеты на злобу дня сопровождались рефреном, который уже на следующий день распевала вся Одесса. Дайте мне пилота, Жажду я полёта!.. — Восторг, топот, восхищение, рукоплескания без конца. Опять оркестр, и снова пробки Редерера и вдовы Клико то и дело взлетают вверх, к звенящим подвескам люстры…:52— Дон-Аминадо, «Поезд на третьем пути», 1954
Азартный любитель ипподрома и лошадей, страстный и расчётливый игрок на тотализаторе, в быту и личном общении Сарматов удивлял подчёркнуто простым и грубоватым обращением, а также полным отсутствием типичных черт, присущим артистам того времени: высокопарности, манерности и театральной значительности в жестах и тоне. Положение юмориста-куплетиста и артиста варьете, своеобразной «низшей касты» в сценическом мире, его как будто не слишком тяготило. И даже более того, Станислав Сарматов не раз убеждал перейти в этот мир — других актёров, своих знакомых (чаще всего, земляков из Харькова или Киева) в которых видел черты кафешантанного таланта. В частности, Сарматов уговорил бросить музыкально-драматический театр и перейти на эстраду таких известных, впоследствии, артистов как Владимир Хенкин, Юлий Убейко, Сергей Сокольский,:599 Борис Борисов (Гурович):86 и многие другие. Даже такой, в принципе, замкнутый и не подверженный посторонним влияниям автор как Михаил Савояров, не избежал воздействия некоторых авторских приёмов Станислава Сарматова.
В начале 1910-х годов пресса обеих имперских столиц много писала о Станиславе Сарматове, называя его самым богатым и, несомненно, «лучшим из куплетистов России», чей доход превышает тысячу рублей в месяц. В одной из публикаций за 1912 год читаем: «Почти все куплетисты в России, за исключением разве гг. Убейко и Сокольского, — это рабская копия Сарматова: его костюм, его грим, его манера пения, а главное — его куплеты экспроприированные, перевранные и, конечно, выданные за свои».
В июле 1913 года в Москве состоялось закрытое «специальное совещание» в числе восьми крупнейших куплетистов-авторов (С.Сарматов, Ю.Убейко, С Сокольский, Н.Коварский, М.Измайлов, П.Дюваль и др.), формально утвердившее реально существующий на тот момент статус артистов эстрады. По решению группы наибольший гонорар в «15 паёв» был закреплён за Станиславом Сарматовым, остальные участники «в зависимости от сложившегося состояния» получали от 5 до 10 паёв.
Станислав Сарматов считал развлечение людей совершенно нормальной, хотя и разносторонней работой, вносил в своё занятие присущий ему темперамент и чутко следовал за желаниями и вкусами публики. Его выступления проходили в аудиториях самого разного уровня и статуса: в городских садах и в шантане Омона, в фешенебельном петербургском варьете «Палас» и в многочисленных эстрадных театрах миниатюр, в летних кафе и закрытых клубах. Не ограничиваясь авторской и концертной работой, Сарматов много занимался организацией своих антреприз. К примеру, в Харькове в разные годы он содержал летний сад «Тиволи», варьете, театр миниатюр, ставил спектакли и концертные программы, проявляя не только административные, но и режиссёрские способности.:599
За два десятка лет эстрадной карьеры Сарматов объехал с гастролями почти всю страну, снимался в нескольких российских фильмах, а также в Париже на киностудии «Gaumont». В 1905—1911 годах под его авторством было выпущено более пятисот граммофонных пластинок с куплетами и городскими песнями его сочинения. Кроме отдельных нотных листков и авторских сборников произведения Сарматова вошли также в несколько выпусков народных песенников, которые издавались массовыми тиражами по всей стране.
В 1910 году журнал «Граммофонный мир», выпускаемый Д. Богемским, провёл статистическое исследование с целью выяснить лидеров в деле выпуска грампластинок. Согласно опубликованным результатам, на первом месте оказался сам г-н Богемский, который записал 805 произведений, а г-н Сарматов следовал за ним с цифрой в 425 наименований. Третьим в списке значился опереточный певец, бас Михаил Вавич — 340, все остальные — менее 300. Плодовитость двух лидеров списка показательна. Для сравнения: полная дискография Владимира Высоцкого за всю жизнь насчитывает 360 песен. После судебного решения от декабря 1911 года по делу о цинизме и нарушении общественной нравственности число граммофонных записей Сарматова резко сократилось, на его куплеты был наложен фактический запрет. В 1912 году не было выпущено ни одной пластинки. За последующие два года — несколько наименований (в основном, в Харькове), а затем, начиная с 1914 года — Сарматов не сделал в России больше ни одной записи.
В качестве второстепенной или вспомогательной деятельности Сарматов временами выступал как театральный критик, иногда вёл еженедельные обозрения шантанов, водевилей и театров оперетты, например, в 1907 году в «Моск. Кармен». По случаю или на заказ иногда сочинял сценки и буффонады не для своего исполнения. К примеру, уже во время войны, в Харькове в 1915 году в театре миниатюр была поставлена маленькая пьеса сочинения Станислава Сарматова «Сон Васи Двойкина».:599

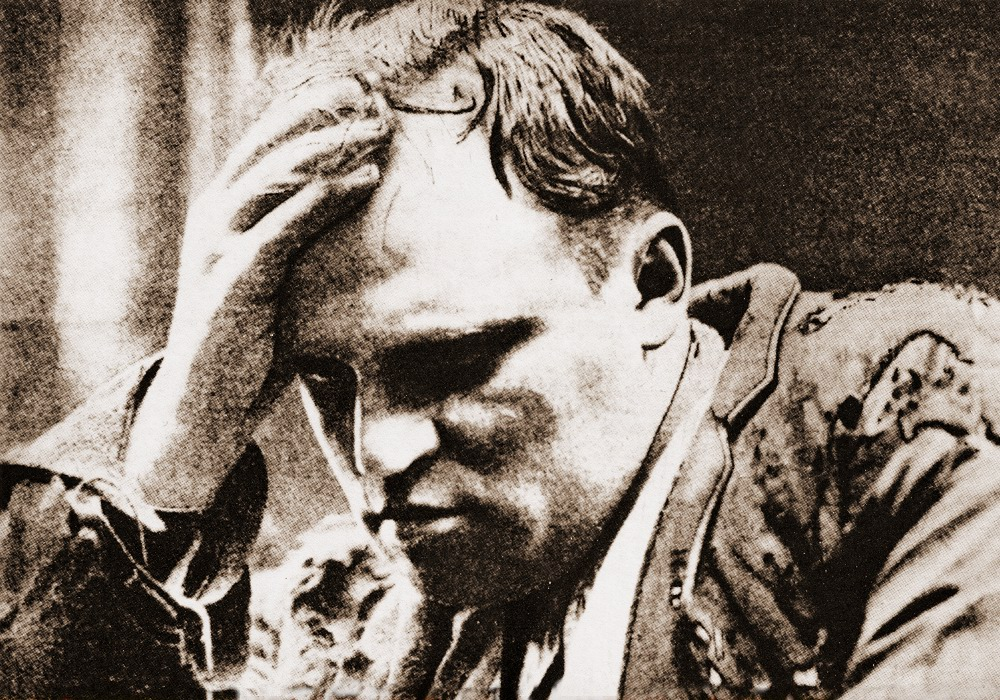
Станислав Сарматов 1910-е

1917 и последующие за ним два смутных года Станислав Сарматов провёл в южных губерниях. 8 февраля 1918 года большевики в Киеве расстреляли (за «слишком» сатирические куплеты) Сергея Сокольского, ближайшего из друзей и, по общему признанию, лучшего из учеников-последователей Сарматова. Это событие произвело на него очень тяжёлое впечатление. В 1918 и 1919 годах Сарматов провёл на территориях, контролируемых гетманом и белыми войсками.
В начале 1920 года Сарматов выехал из Крыма в Константинополь, где первое время ожидал результатов гражданской войны, всё ещё надеясь на победу Врангеля. На остатки сбережений, вывезенных из России, открыл «Русский трактир» на паях с Александром Вертинским. Из-за слишком большой разницы темпераментов и взаимного недопонимания партнеров совместный бизнес долго не продержался.
В 1920 году Станислав Сарматов эмигрировал через Париж — в США, где поселился в Нью-Йорке. Первое время пытался продолжить выступления, ориентируясь в целом на украинскую диаспору, в середине 1920-х годов записал несколько пластинок на фирме «Victor», но прежнего успеха не имел. В 1923 году фирма Victor выпустила пластинку Сарматова с записью песни «Чубчик» («Чубчик, чубчик, чубчик кучерявый...»). Это было первое известное исполнение ставшей широко известной песни, исполнявшейся позднее многими певцами. Исследователи и собиратели песенного творчества российских артистов считают, что с высокой вероятностью С. Сарматов был автором этой песни. 
1930-е годы провёл в крайне стеснённых обстоятельствах. Сильно болел. Нуждался. После середины 1930-х материальное положение Сарматова ещё больше усугубилось.
Один из самых популярных, высокооплачиваемых и состоятельных актёров России умер в Нью-Йорке 6 февраля 1938 года в бедности и забвении .

## Издания
- Модные куплеты и шансонетки С. Ф. Сарматова. Вып. 1-2. Харьков, 1902;
- Песни и куплеты. Вып. 3-5. Харьков, 1907;
- Куплеты. Вып. 6. Харьков, 1909;
- «Ухарь-купец». М., 1911;
- «Бывший человек» и другие. М., 1912;
- «Женские ножки». М., 1912;
- «Лысые». М., 1912;
- «Аэроплан»: Комич. песенки. М., 1912;
- «Забастовка актеров». Харьков, 1915 и др.

## Комментарии
1. ↑  Под «высылкой на юг России, подобно Овидию Назону, за разные метаморфозы и прочие художества» имеется в виду как раз решение московского суда и последующие ограничения цензурного комитета, наложенные на сарматовские куплеты после 1911 года. Репутация «опального циника» и нарушителя общественной морали, изгнанного из обеих столиц империи, также способствовала упрочению славы и авторитета Сарматова среди публики и артистов эстрадного цеха.